# 革新倶楽部
- 革新倶楽部[1]
- 革新俱楽部[2]

革新倶楽部（かくしんくらぶ、旧字体：革新俱樂部）は、日本の帝国議会における大正時代の政党である。

## 概要
1922年11月8日、立憲国民党を解党した犬養毅、尾崎行雄、島田三郎、古島一雄らを中心に46名で結成された。立憲国民党・無所属倶楽部や憲政会脱退派などの非政友会系を合同して絶対多数であった立憲政友会に対抗した。政治的主張として、普通選挙に基づく政党内閣制、軍部大臣現役武官制廃止、師団半減などの軍縮、知事公選、行財政整理、金解禁、義務教育の延長、両税委譲、労働および小作問題の立法的解決、ソビエト連邦承認などを掲げていた。
第二次護憲運動では、立憲政友会、憲政会と護憲三派を組んで、清浦奎吾内閣を打倒した。第15回衆議院議員総選挙後、成立した加藤高明を首班とする護憲三派内閣（加藤高明内閣）では与党の一角となり、犬養毅は逓信大臣として入閣、同政務次官に古島一雄が就任した。だが、この時の総選挙で立憲政友会と憲政会の間で埋没した形となった革新倶楽部は議席を43から30に大幅に減らした事から、両党への不信感や党の将来に対する不安を抱く議員も現れるようになる。資金面についても調達にあたっていた鈴木梅四郎が病に倒れて党財政は困窮していった。犬養系とされていた中野正剛の憲政会への移籍もこの時期の事である。
1925年、治安維持法の是非を巡って閣僚としてこれを推進しようとする犬養毅を中心とした右派とこれに反対する尾崎行雄・清瀬一郎・大竹貫一ら左派がこれに強く反対する。このため、犬養は直系の星島二郎・植原悦二郎ら右派議員を連れて立憲政友会への合同を模索する。5月10日の協議会で政友会との合同動議が出されるが、左派はこれに反対して同党は分裂、右派は既に政党の体を失ったとして解党を決議した。5月14日犬養ら右派18名は立憲政友会に合流、左派9名は同じく政友会との合同を巡って分裂した中正倶楽部との連合（新正倶楽部）を模索するが、その後左派は再び分裂して昭和に入ってからその一部は新たに革新党を結成する。